# Rafflesiaceae
Rafflesiaceae é uma família botânica cuja espécie mais conhecida, Rafflesia arnoldii, é uma planta de cor vermelha escura e cheiro parecido com o de carne podre, cujas flores são consideradas umas das maiores do mundo (podendo ter mais de um metro de largura e pesando até sete quilos), sendo encontrada no chão das selvas do sudeste da Ásia.

## Descrição
É uma planta parasita (se abriga junto a casca da parreira tropical, e se alimenta dos nutrientes da planta) da família de plantas angiospérmicas (plantas com flor - divisão Magnoliophyta).
A ordem à qual pertence esta família está por sua vez incluida na classe Magnoliopsida (Dicotiledóneas): desenvolvem portanto embriões com dois ou mais cotilédones.
Esta família inclui 9 géneros, que na sua totalidade se subdividem em cerca de 50 espácies.
Géneros
- Apodanthes
- Bdallophyton
- Berlinianche
- Cytinus
- Mitrastemon
- Pilostyles
- Rafflesia
- Rhizanthes
- Sapria

A família dessa planta é a euphorbiaceae, tal descoberta deu-se a partir da análise do DNA da planta por pesquisadores americanos.  Em janeiro de 2007, conforme publicado na revista Science, utilizou-se a técnica mencionada para identificar os ancestrais da Rafflesiaceae, que engloba cerca de cinquenta espécies individuais.
Tal fato foi marcado por surpresa pela comunidade botânica pois a referida família é composta de plantas com flores minúsculas como a seringueira e o arbusto da mandioca.  Tal estudo mostrou que há cerca de 46 milhoes de anos a flor começou a evolui em um ritmo acelerado, cerca de 2mm a cada ano, para poder ter as dimensões que tem hoje.

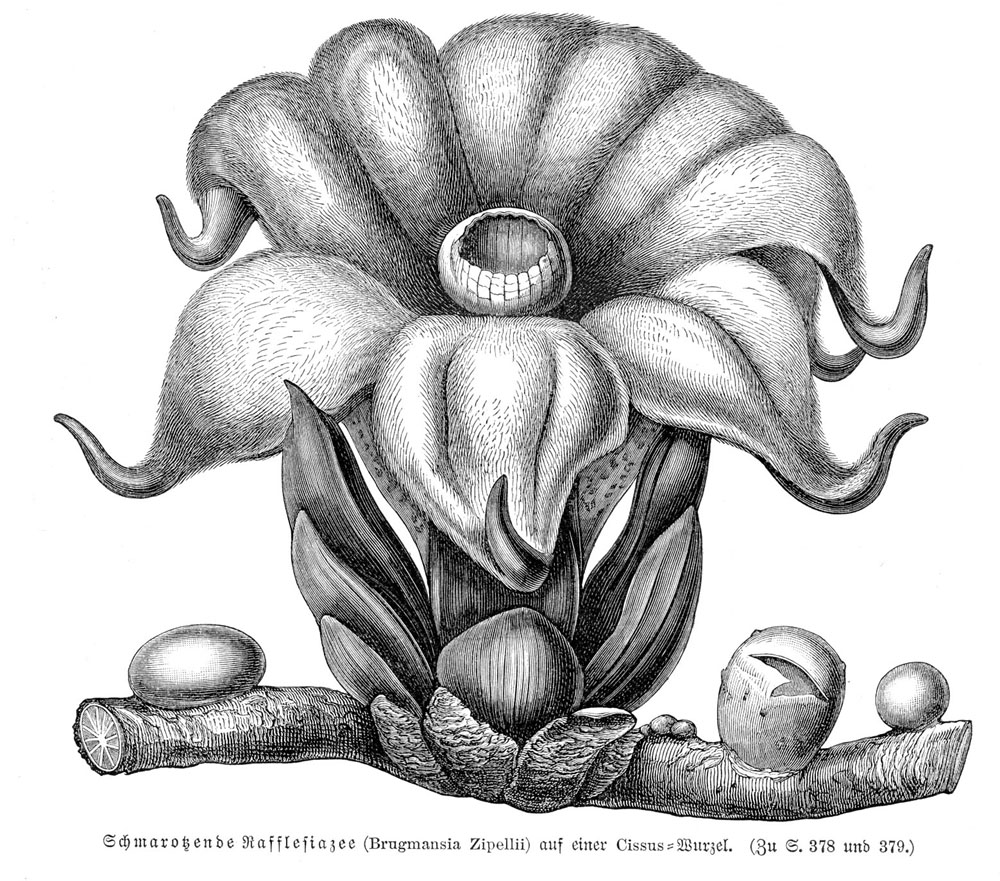
Illustração do livro "Rafflesiaceae species de Der Bau und die Eigenschaften der Pflanzen (1913).

Segundo um pesquisador do estudo que revelou a correta família da Rafflesiaceae, Charles Davis da Universidade de Harvard, as plantas em questão nascem exclusivamente em florestas tropicais, e ficam no chão, sendo prejudicada normalmente sua polinização pela pouca luz.  Assim, sustenta o autor, evolutivamente a planta obteve o odor de carne podre e de flores gigantesca pois "se transformaram em um sinal de parada e pista visual mais eficaz para atrair estas moscas para que elas possam polinizar a planta".